# Colias meadii
Colias meadii é uma borboleta da família Pieridae encontrada na América do Norte. O seu habitat inclui as Montanhas Rochosas, no Canadá e nos Estados Unidos.
Ela voa no período de julho a agosto.
A sua envergadura é de 35 a 44 mm.
As larvas alimentam-se de Trifolium, Astragalus alpinus e Vicia americana.

## Subespécies
Listados por ordem alfabética:
- C. m. elis Strecker, 1885 (Alberta, Colúmbia Britânica)
- C. m. lemhiensis Curtis & Ferris, 1985 (Idaho, Montana)
- C. m. meadii (Colorado, Utah, Novo México, Wyoming, Montana)